# Potez-CAMS 161
El Potez-CAMS 161 era un gran hidrocanoa hexamotor diseñado para operar en las rutas del Atlántico que se abrieron a fines de los años treinta. Su desarrollo fue casi detenido por la Segunda Guerra Mundial. Solo fue construido y probado parcialmente un único ejemplar antes de su destrucción en un ataque aéreo en 1944.

## Diseño y desarrollo
La compra en 1933 por parte de la firma Société des Aéroplanes Henry Potez de los Chantiers Aéro-Maritimes de la Seine - CAMS aumentó el interés de la compañía por el desarrollo de aviones marinos. 
Fue desarrollado en respuesta a una especificación del Ministerio del Aire francés en 1936 solicitando diseños para un hidrocanoa transatlántico de pasaje y correo destinado a ser operado por Air France con un alcance de 6000 km y capacidad para 20 pasajeros y 500 kg de carga. En 1937, la Direction Générale de l'Aviation Civile emitió unas nuevas especificaciones mucho más exigentes. El peso máximo en despegue aumentó de 30 a 70 t y el número de motores se mantuvo libre entre cuatro y ocho. Para la ruta del Atlántico Sur, se contabilizaron 40 pasajeros y 3 t de carga con una autonomía de 3200 km; en la del Atlántico Norte, una autonomía de 6000 km y una velocidad máxima de 300 km/h. Los diseños fueron presentados por las compañías Latécoère , Lioré et Olivier y Potez-CAMS como Latécoère 631 , Lioré et Olivier LeO H.49 (más tarde designado SNCASE SE.200 Amphitrite) y Potez-CAMS 161 respectivamente.
Para ello, la compañía diseñó el Potez-CAMS 161, que debía estar propulsado por motores lineales Hispano-Suiza 12Y-36/37 de 945 hp. En el verano de 1938, la aerodinámica del hidrocanoa fue investigada y refinada en el Potez-CAMS 160 , un modelo de vuelo a escala 5/13. Se dan fechas muy diferentes para la fecha de su primer vuelo: un informe contemporáneo en Flight lo presenta pocas semanas antes del 7 de diciembre de 1939, con "pruebas de vuelo adicionales" en la primera mitad de 1942,  mientras que G. Hartmann indica el 20 de marzo de 1942 como primera fecha. En cualquier caso, el aparato de Potez-CAMS fue el primero de los tres en volar. 
Era un monoplano de construcción íntegramente metálica, de ala alta semi-voladiza apoyada en cada lado por un par de puntales paralelos entre el fuselaje inferior y el ala cerca del primer motor externo. Los motores se montaron en una sección central de cuerda constante, pero los paneles exteriores se estrecharon, con alerones interconectados a ranuras controlables tipo Handley Page cerca de las puntas de las alas con los bordes de ataque con solapas divididas. Los flotadores estabilizadores se retraían verticalmente en los carenados de los motores exteriores. La unidad de la cola era del tipo de aleta de doble deriva con el plano de cola, montado con el diedro marcado en un pedestal del fuselaje y apoyada externamente desde abajo. Las aletas en forma de D se fijaron al plano de cola un poco por debajo de sus líneas medias horizontales y también se sujetaron ligeramente, con puntales entre ellas y las superficies superiores del plano de cola.
El CAMS 161 estaba propulsado por seis motores V12 Hispano-Suiza 12Y refrigerados por líquido. Estos se refrigeraban a través de la superficie del ala y los radiadores frontales, que se retraían después del despegue. Su casco de dos redientes era plano hacia delante del ala pero más redondeado a popa. Diez ventanas cuadradas a cada lado iluminaban la cabina de pasajeros, donde veinte plazas estaban provistas de asientos y compartimentos para dormir, su tripulación era de seis personas.
El ensamblaje de casco, ala y cola del Potez-CAMS 161 se completaron en la factoría CAMS en Sartrouville a principios de la Segunda Guerra Mundial, y los componentes se transfirieron posteriormente a Le Havre , donde se reanudó el ensamblaje en abril de 1940. El trabajo se detuvo en junio de 1940, pero en marzo de 1941 con el permiso de la comisión de control alemana se tomó la decisión de reanudar el montaje y los componentes se devolvieron a Sartrouville, donde finalmente se completó y se envió a la Laguna de Berre. Sin embargo, cuando los ensayos de vuelo se iniciaron el 20 de marzo de 1942, el prototipo lució marcas de la Luftwaffe y los distintivos de llamada VE + WW. Más tarde fue pintado de nuevo con los colores de Air France Atlantique matriculado F-BAGV; colores que lució hasta 1943, siendo tras la ocupación alemana del sur de Francia en 1942 requisado e integrado en la Luftwaffe y trasladado al Lago de Constanza junto con los otros dos grandes hidrocanoas franceses SE.200 y Latécoère 631 .

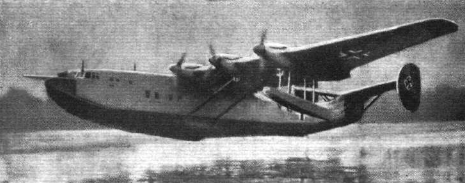
Potez-CAMS 161 con marcas de la Luftwaffe

Las pruebas de vuelo completas y las mediciones de rendimiento nunca se realizaron, por lo que las cifras siguen siendo estimaciones, pero existe una clara evidencia de que el peso en vacío había aumentado en aproximadamente un 33% desde las estimaciones de 1938 para cuando el 161 se puso en vuelo, con un correspondiente aumento del peso bruto del 16%.
Parece haber sido destruido en un ataque enemigo a principios de 1944, aunque existen desacuerdos sobre cuándo y dónde; G. Hartmann ubica el suceso en el Báltico y otros en el Lago Constanza . El escritor y especialista en hidrocanoas franceses Gérard Hartmann afirma que el SE.200 y el Laté 631 fueron destruidos en el lago el 21 de enero de 1944 (también existen fechas diferentes según fuentes), pero que el Potez-CAMS escapó y fue enviado a Rügen en el mar Báltico donde fue destruido por una patrulla de cazas P-51 Mustang en septiembre de ese mismo año.

## Especificaciones técnicas
Referencia datos: Grey, C.G. Jane's All the World's Aircraft 1938, p.112c, David & Charles. London 1972 ISBN 0715 35734 4

### Características generales
- Tripulación: 6
- Capacidad: 20
- Longitud: 32,11 m
- Envergadura: 46 m
- Altura: 8,87 m
- Superficie alar: 261 m²
- Peso vacío: 17270 kg
- Peso cargado: 37000 kg
- Planta motriz: 6× Lineal V12 refrigerado por líquido Hispano-Suiza 12Y-36/37.
  - Potencia: 695 kW (958 HP; 945 CV) cada uno.
- Hélices: Metálica tripala

### Rendimiento
- Velocidad nunca excedida (Vne): 335 km/h
- Velocidad crucero (Vc): 300 km/h
- Alcance: 6000 km

## Operadores
- Luftwaffe
- Air France